# Катаньйо (Пуерто-Рико)
Катаньйо (ісп. Cataño, МФА: [kaˈtaɲo]) — муніципалітет Пуерто-Рико, острівної території у складі США. Заснований 1 липня 1927 року.

## Географія
Площа суходолу муніципалітету складає 14 км² (78-е місце за цим показником серед 78 муніципалітетів Пуерто-Рико).

## Демографія
Станом на 2010 рік на території муніципалітету мешкало 28 140 ос.
Динаміка чисельності населення:

## Населені пункти
Основним населеним пунктом муніципалітету Катаньйо є однойменне місто:
| Населений пункт | Статус | Населення :   | Населення :   | Населення :   |
| Населений пункт | Статус | на 01.04.1990 | на 01.04.2000 | на 01.04.2010 |
| --------------- | ------ | ------------- | ------------- | ------------- |
| Катаньйо        | Місто  | 34 587        | 30 071        | 28 140        |